# Paul Radisich
Paul Radisich (ur. 9 października 1962 roku w Auckland) – nowozelandzki kierowca wyścigowy.

## Kariera
Radisich rozpoczął karierę w międzynarodowych wyścigach samochodowych w 1982 roku od startów w New Zealand International Formula Pacific Series, gdzie jednak nie zdobywał punktów. W późniejszych latach pojawiał się także w stawce New Zealand Gold Star Championship, Australian Drivers' Championship, Formula Pacific International Championship, Europejskiej Formuły 3, Brytyjskiej Formuły 3, Mita Copiers NZ International Formula Mondial Series, World Touring Car Championship, American Racing Series, Amerykańskiej Formuły Super Vee, Tooheys 1000, Asia-Pacific Touring Car Championship, Sandown 500, British Touring Car Championship, Australian Endurance Championship, SCCA Toyota Atlantic Championship, All Japan Touring Car Championship, FIA Touring Car Challenge, FIA Touring Car World Cup, South African Touring Car Championship, TraNZam Championship, Mobil New Zealand Sprints, Bathurst 1000, V8 Supercars, Shell Championship Series, V8 Supercars GP Challenge, New Zealand V8 Touring Car Championship, BTCC Masters, Brytyjskiego Pucharu Porsche Carrera, QANTAS V8 Supercars GP 100, NZV8s - Hamilton 400 Trophy, NZ Truth V8s Championship, BNT V8s Championship oraz NZFMR - Pre 1978 Saloon & GT & Historic Muscle Cars.